# Allan Cunningham (poet)

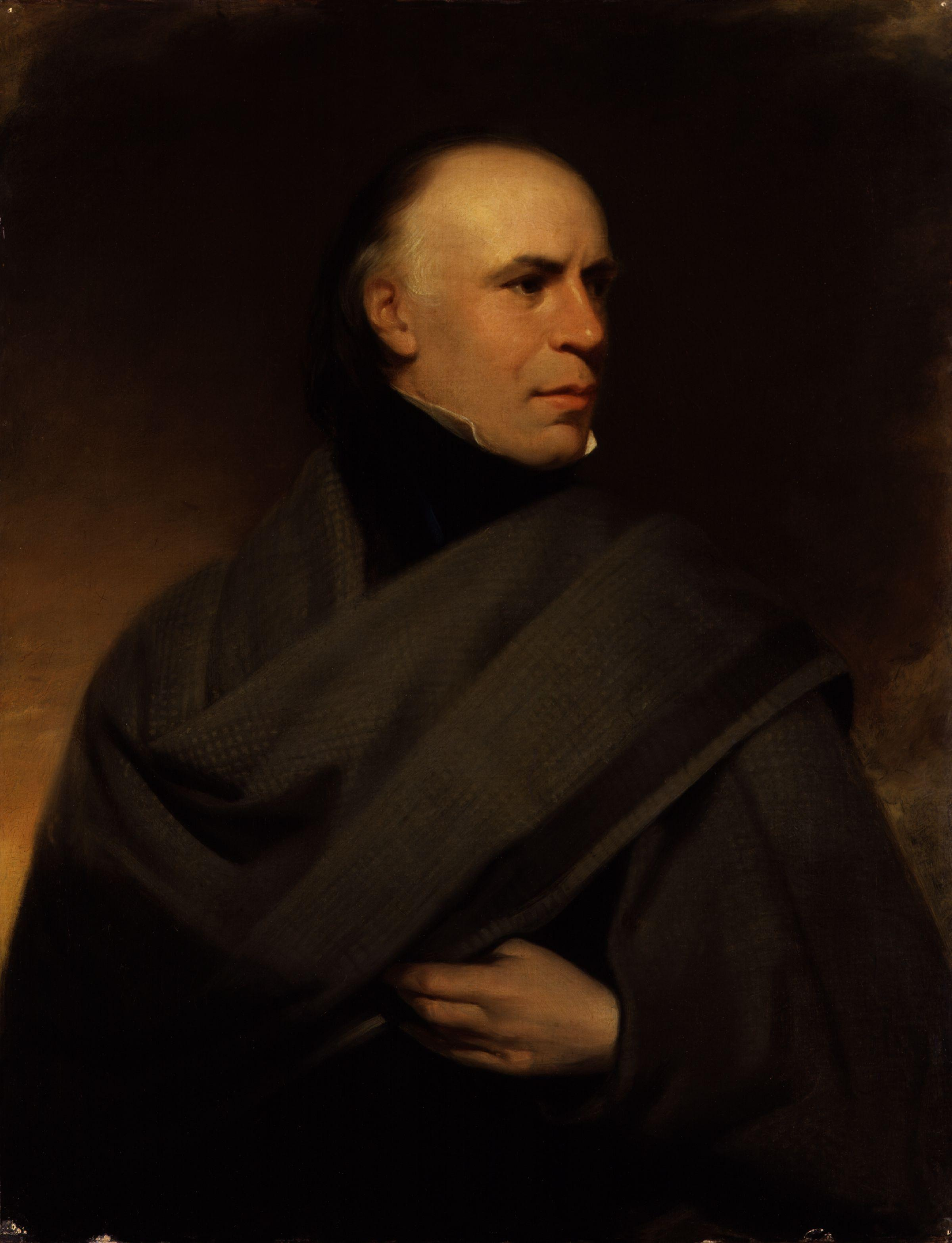
Allan Cunningham, oljemålning av Henry Room, omkring 1840.

Allan Cunningham, född 7 december 1784, död 30 oktober 1842, var en skotsk poet. Han var far till Joseph Davey och Alexander Cunningham.
Cunningham var en av Robert Burns efterföljare, och uppmärksammades genom en samling pastischer, Remains of Nithsdale and Galloway songs (1810), som han föregav var äkta folkdikter, och redigerade därefter ett stort samlingsverk, The songs of Scotland (4 band, 1825), där han handskades ganska fritt med texterna. Han författade även en samling biografier, The lives of the most eminent British painters, sculptors and architects (6 band, 1830-33). Ett urval av hans främsta dikter utgavs av Charles Rogers 1855-57 under titeln The modern Scottish minstrel.